# خورل
خورل (به ترکی آذربایجانی: Xurəl) یک منطقه مسکونی در جمهوری آذربایجان است که در شهرستان قوسار واقع شده است. خورل ۱۱۵۲ نفر جمعیت دارد.